# Andrej Lakata
Andrej Lakata (* 17. května 1930) byl slovenský a československý politik Komunistické strany Slovenska a poúnorový poslanec Národního shromáždění ČSSR a Sněmovny lidu Federálního shromáždění.

## Biografie
Ve volbách roku 1964 byl zvolen za KSS do Národního shromáždění ČSSR za Východoslovenský kraj. V Národním shromáždění zasedal až do konce volebního období parlamentu v roce 1968.
K roku 1968 se profesně uvádí jako vedoucí provozu údržby z obvodu Hanušovce nad Topľou.
Po federalizaci Československa usedl roku 1969 do Sněmovny lidu Federálního shromáždění (volební obvod Hanušovce nad Topľou). Ve Federálním shromáždění setrval do konce volebního období parlamentu, tedy do voleb roku 1971.